# 蝶々さん (小説)
『蝶々さん』（ちょうちょうさん）は、市川森一による日本の長編時代小説。『長崎新聞』に2006年5月5日から2008年5月3日まで連載、講談社より2008年10月1日に上下巻にて刊行された。
アメリカペンシルベニア州フィラデルフィアの弁護士ジョン・ルーサー・ロングが1898年にアメリカのセンチュリー・マガジン1月号に発表した短編小説（Madame Butterfly）」が原作になったプッチーニのオペラ『蝶々夫人』を題材に、明治初頭の長崎に士族の娘として生まれた少女の、時代に翻弄され幾多の苦難を乗り越え切り拓く人生とアメリカ軍艦の士官との切ない恋を描く。
およびそれを原作とした2011年のNHKのテレビドラマ。市川の脚本により、『蝶々さん〜最後の武士の娘〜』（ちょうちょうさん さいごのぶしのむすめ）と題しNHK総合「土曜ドラマスペシャル」にてテレビドラマ化された。

## あらすじ
上巻
明治初頭、お蝶は佐賀の乱で亡くなった父の遺志を受け継ぎ、祖母・みわと母・やえの手で、新しい学問を学ぶとともに、武士の娘としての心構えも学んだ。しかし祖母と母はコレラで急死し、お蝶は長崎丸山の老舗待合「水月楼」の養子となる。幼なじみの伊作とユリと再会を果たした。しかし女学校への進学を約束してくれた養母・マツも急死し、やむなくお蝶は舞妓になる道を歩き始める。
下巻
舞妓となった蝶々はアメリカ海軍士官フランクリンと出会う。フランクリンの中に日本の武士に通じる心意気を感じた蝶々。2人は互いにひかれあい結婚するが、伊作やお幸の心配どおり、フランクリンにとってその結婚は滞在中だけ、かりそめの夫婦生活を過ごす「長崎式結婚」だった。しかし蝶々との暮らしの中でフランクリンは、蝶々に真実の愛を感じるようになる。そして蝶々は米国への移住を希望しフランクリンの子供を身ごもるが、事態は予期せぬ方向に向かう。

## 登場人物
```
キャストを参照
```

## 書誌情報
単行本
- 蝶々さん 上（2008年10月1日、講談社、ISBN 978-4-06-214973-0）
- 蝶々さん 下（2008年10月1日、講談社、ISBN 978-4-06-214974-7）

文庫本
- 蝶々さん（上）（2011年7月15日、講談社文庫、ISBN 978-4-06-277025-5）
- 蝶々さん（下）（2011年7月15日、講談社文庫、ISBN 978-4-06-277026-2）

## テレビドラマ
『蝶々さん〜最後の武士の娘〜』（ちょうちょうさん さいごのぶしのむすめ）のタイトルで、NHK総合「土曜ドラマスペシャル」の第3弾として2011年11月19日および11月26日の21時から22時13分に前後編にて放送された。平成23年度文化庁芸術祭参加作品。
主演の宮﨑あおいにとっては、同局の大河ドラマ『篤姫』以来3年ぶりのテレビドラマ出演となった。また、市川森一は放送の半月後に他界したため、脚本を手掛けた最後のテレビドラマともなった。

### キャスト

#### 主要人物
- 伊東蝶（蝶々さん） - 宮﨑あおい（幼少時：小西風優）
- 谷川伊作 - 伊藤淳史（壮年時：野田秀樹、幼少時：青木淳耶）（蝶の幼なじみの兄）
- ウィリアム・フランクリン - イーサン・ランドリー（アメリカ海軍士官）
- 太田マツ - 戸田恵子（蝶の養母、貸座敷「水月楼」女将）
- 三浦絹 - ともさかりえ
- 襄（ジョー）・フランクリン - 川平慈英（蝶の長男）
- 大林源九郎 - 本田博太郎（蝶の伯父）
- 伊地知署長 - 伊武雅刀
- お幸 - 余貴美子
- 谷川ユリ - 池脇千鶴（幼少時：豊田留妃）（蝶の幼なじみ、伊作の妹）
- 伊東みわ - 藤村志保（蝶の祖母）
- 帯谷宗七 - 西田敏行
- 伊東やえ - 奥貫薫（蝶の母）
- 太田喜三郎 - 岩松了（マツの旦那）
- おたか - 高橋由美子（喜三郎の愛人、マツの死後に後妻）
- セイヤー軍医 - パトリック・ハーラン

#### その他
- 千代 ‐ 遠藤璃菜（喜三郎・おたかの娘）
- 三浦寛治 - 風間トオル
- トメ - 阿知波悟美（「水月楼」女中頭）
- 弥助 - 団時朗（「水月楼」下男）
- 郷田半兵衛 - 矢島健一（刑事）
- ミスター甚八 - 本村健太郎（斡旋屋）
- 大番頭 - 西田聖志郎
- 松尾サダ（愛八） - 黒澤佐知子
- 小春 - 藤井百恵
- 愛次 - 木田ゆきの
- 白菊 - 大村彩子
- 八橋 - 定松直子
- 花鳥 - 珠木ゆかり
- もなか - 早瀬英里奈
- 三浦環（蝶々） - 佐藤康子（劇中劇）
- ピンカートン - 岡田尚之（劇中劇）
- 大林夫人　‐　泉晶子（蝶の叔母）

### スタッフ
- 原作・脚本 - 市川森一
- 制作統括 - 佐野元彦、谷口卓敬
- 音楽 - 村松崇継
- 演出 - 清水一彦
- 制作 - NHKエンタープライズ
- 制作・著作 - NHK

### 放送日程
| 放送回 | 放送日   | サブタイトル | 視聴率 |
| ------ | -------- | ------------ | ------ |
| 前編   | 11月19日 | 誇りの代償   | 13.4%  |
| 後編   | 11月26日 | 遠いアメリカ | 10.8%  |

### 関連番組
- 宮崎あおい in 「蝶々さん」（2011年11月13日 23:35 - 23:59、NHK総合）

### 関連商品
DVD
- 蝶々さん 〜最後の武士の娘〜 全2枚セット（2012年5月21日、東映/東映ビデオ）

ブルーレイ
- 蝶々さん 〜最後の武士の娘〜 全2枚セット（2012年5月21日、東映/東映ビデオ）